# Джуліано Амато
Джуліано Амато (італ. Giuliano Amato; нар. 13 травня 1938, Турин, Італія) — італійський політик, двічі очолював уряд Італії. Також він був віце-головою Конвенції за майбутнє Європи, яка розробила Європейську конституцію.

## Біографія
Народився в Турині, але виріс в Тоскані. В 1960 він закінчив Пізанський університет, отримавши юридичну освіту, і стажувався до 1963 в Колумбійському університеті. Після викладацької роботи в університетах Модени, Перуджі і Флоренції він в 1975–1997 був професором італійського та порівняльного конституційного права в Римському університеті ла Сапієнца.
Ще в 1958 вступивши в Італійську соціалістичну партію, він в 1983–1993 був депутатом парламенту. В уряді свого однопартійця Беттіно Краксі він в 1983–1987 займав пост молодшого державного секретаря у справах прем'єр-міністра, в 1987–1988 заступника прем'єр-міністра, в 1987–1989 міністра фінансів. У червні 1992 — квітні 1993 Амато був Головою Ради Міністрів Італії. В період його управління сталася корупційний криза, що призвела до значних змін у політичному житті Італії. Амато був змушений прийняти закон, що передавав розслідування справ про корупцію в руки підконтрольній уряду поліції, але невдоволення населення призвело до того, що Президент Італії Оскар Луїджі Скальфаро відмовився його підписати. У той же час уряд Амато провело дві девальвації ліри, які призвели до виключення Італії з Європейської валютної системи за різке скорочення бюджетного дефіциту, проте сприяли подальшому введенню євро. Амато уникнув корупційного скандалу, який зачепив керівника ІСП Краксі, але змушений був піти у відставку і з політики. В 1994–1997 він керував антимонопольним комітетом.
У 1998 увійшов в уряд Массімо Д'алеми, ставши в ньому міністром інституційних реформ, а в грудні 1999 — березні 2000 був міністром фінансів. У квітні 2000 — травні 2001 Амато знову обіймав посаду голови Ради Міністрів, проводячи реформи, спрямовані на підвищення конкурентоспроможності економіки та посилення соціального захисту. Після поразки лівих сил на парламентських виборах Амато і екс-прем'єр-міністр Бельгії Жан-Люк Дегане були запрошені стати заступниками Валері Жискар д'Естена, який очолював комісію з розробки Європейської конституції. Також в 2001–2006 він був членом Сенату від Тоскани. В 2006 він був знову обраний до Палати депутатів і став міністром внутрішніх справ в уряді Романо Проді. В 2008 на чергових парламентських виборах Амато не став знову займати депутатське крісло.